# 영산고등학교 (전남)
영산고등학교(榮山高等學校)는 대한민국 전라남도 나주시 삼영동에 있는 사립 고등학교이다.

## 학교 연혁
- 1966년 11월 17일 : 영산포상업고등학교 설립 인가
- 1997년 3월 4일 : 영산포종합고등학교로 교명 변경
- 2000년 3월 1일 : 영산포고등학교로 교명 변경
- 2010년 3월 1일 : 영산고등학교로 교명 변경
- 2018년 10월 2일 : 학교법인 홍인학원 이사장 한상원 취임
- 2025년 2월 7일 : 제54회 70명 졸업(총졸업생 수 11,424명)
- 2025년 3월 1일 : 제17대 윤정완 교장 취임

## 참고 자료
- 영산고등학교 - 한국교육학술정보원 학교알리미